# Julien Minée
Julien Minée, né à Nantes le 23 septembre 1738 et mort à Paris le 25 février 1808, fut évêque constitutionnel de Loire-Inférieure de 1791 à 1793.

## Biographie

### Avant la Révolution
Fils de Julien Minée, apothicaire et chirurgien nantais, embaumeur des évêques de Nantes et propriétaire de la maison Minée, et de Françoise Besson, Julien Minée est ordonné prêtre en 1769 et nommé curé de l'église des Trois-Patrons à Saint-Denis près de Paris.

### Pendant la Révolution
Lors de la Révolution française, Julien Minée prête le serment civique exigé par la Constitution civile du clergé.  Le 14 mars 1791, il fut désigné évêque constitutionnel du diocèse de la Loire-Inférieure par les électeurs du diocèse, en remplacement de l'évêque Charles-Eutrope de La Laurencie, prêtre dit « réfractaire » pour avoir refusé le serment à la Nation exigé par la Constitution civile du clergé. Sacré à Paris le 10 avril par Jean-Baptiste Gobel il prend possession de son diocèse le 15 avril. Julien Minée fut accueilli avec une certaine ferveur par les Nantais. Bien introduit dans le milieu social de Nantes, prodigue d'une éloquence particulièrement fleurie, Julien Minée fit quelque temps illusion. En fait, personnalité assez effacée, il fut incapable de réunir autour de lui une majorité ou tout du moins une forte minorité d'ecclésiastiques décidés « à rendre à l'église sa première pureté »[réf. nécessaire].
Il réside peu à Nantes car les persécutions religieuses commencent dès 1792 et lorsque le 13 octobre 1793 Jean-Baptiste Carrier arrive dans la ville, celui-ci obtient son abjuration le 16 novembre. Il présida l'administration départementale ce qui le rend suspect de complicité avec Carrier et il doit quitter Nantes après le 9 Thermidor. Il échappe à une condamnation grâce à l'amnistie d'octobre 1795. Il se marie à Marthe-Félicité Martinet et s'établit d'abord à Saint-Denis puis à Paris où il tient une épicerie au 5, rue de l'Arbalète et où il meurt en 1808 sans s'être réconcilié avec l'église catholique.
Un demi-siècle plus tard, d'après Charles Lefeuve, la "rumeur publique" du quartier conservait encore la mémoire de la présence d'un évêque dans cette antique maison, aujourd'hui au n° 7 de la rue de l'Arbalète.